# Вулиця Тернопільська (Тернопіль)
Вулиця Тернопільська — вулиця в мікрорайоні «Кутківці» міста Тернополя. Парадокс у назві вулиці присутній через те, що вона раніше була частиною приміського села Кутківці, яке приєднали до Тернополя лише у 1958 році.

## Відомості
Є однією з головних вулиць мікрорайону. Розпочинається від вулиці Львівської, пролягає на північний схід, згодом — на північ, далі — на північний захід до вулиці Петра Батьківського, де і закінчується. На вулиці розташовані переважно приватні будинки, проте є декілька багатоквартирних новобудов. 

## Дотичні вулиці
Лівобічні: Глибока Долина, Хліборобна.
Правобічні: Приміська, Яблунева, Дарії Віконської, Вишнева, Лісова.

## Комерція
- Ресторан «Женева» (Тернопільська, 8А)

## Транспорт
На вулиці розташовані 2 зупинки громадського транспорту, до яких курсує автобусний маршрут №17, що з'єднує мікрорайон з житловим масивом «Дружба», центром міста та ринком.